# Diplocentrus sinaan
Espèce
Diplocentrus sinaan est une espèce de scorpions de la famille des Diplocentridae.

## Distribution
Cette espèce est endémique du Chiapas au Mexique. Elle se rencontre vers le canyon du Sumidero.

## Publication originale
- Armas & Martín-Frías, 2000 : Cuatro especies nuevas de Diplocentrus (Scorpiones: Diplocentridae) de México. Anales de la Escuela Nacional de Ciencias Biológicas, vol. 46, no 1, p. 25-40.